# Rio Canciu
O Rio Canciu é um rio da Romênia, afluente do Valea Mare, localizado no distrito de Bistriţa-Năsăud.